# Мартін Найдіч
Мартін Найдіч (ісп. Martín Naidich, 17 грудня 1990) — аргентинський плавець.
Учасник Олімпійських Ігор 2016 року.